# Acrapex pertusa
Acrapex pertusa là một loài bướm đêm trong họ Noctuidae.